# Enneapterygius philippinus
Enneapterygius philippinus és una espècie de peix de la família dels tripterígids i de l'ordre dels perciformes.

## Morfologia
- Els mascles poden assolir 3 cm de longitud total.[2][3]

## Hàbitat
És un peix marí de clima tropical que viu fins als 8 m de fondària.

## Distribució geogràfica
Es troba a l'Índic i al Pacífic.